# خشب صادق

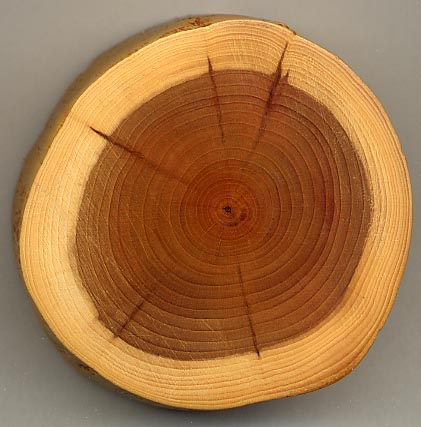
مقطع عرضي لجذع الطقسوس (يتباين لون الخشب الصادق والكاذب)

الجَلَب أو الخشب الصادق يدل على المنطقة الداخلية التي لم تعد نشطة من الناحية الحيوية ويغلب أن تكون قاتمة في المقطع العرضي لجذع العديد من أنواع الأشجار، والتي يمكن أن تختلف كثيرًا عن الخشب الكاذب الخارجي الفاتح.